# Terry Holmes
Terence David Holmes est né le 10 mars 1957 à Cardiff. C’est un joueur de rugby à XV sélectionné en équipe du pays de Galles au poste de demi de mêlée.

## Carrière
Il dispute son premier test match le 17 juin 1978, contre l'Australie, et son dernier  contre les Fidji, le 9 novembre 1985.
Holmes est cinq fois capitaine de l'équipe du pays de Galles en 1985.
Il dispute également un test match avec les Lions en 1983, en tournée en Nouvelle-Zélande (les quatre tests de la série sont gagnés par les All Blacks).

## Palmarès
- 25 sélections en équipe nationale (+ 1 non officielle)
- Sélections par année : 2 en 1978, 4 en 1979, 5 en 1980, 1 en 1981, 3 en 1982, 4 en 1983, 1 en 1984, 5 en 1985.
- Six Tournois des Cinq Nations disputés : 1979, 1980, 1982, 1983, 1984, 1985.
- Vainqueur du Tournoi des Cinq Nations en 1979.